# Maritimes Schulungs- und Trainingszentrum

Logo des Maritimen Schulungs- und Trainingszentrums

Dem Maritimen Schulungs- und Trainingszentrum (MaST) mit Sitz in Neustadt in Holstein, im Bundesland Schleswig-Holstein, obliegen alle maritimen Ausbildungen in der Bundespolizei.
Das Seminar- und Fortbildungsangebot des „Maritimen Schulungs- und Trainingszentrum“ orientiert sich an fachlichen Erfordernissen und Voraussetzungen für die tägliche Aufgabenbewältigung von Vollzugskräften auf Seefahrzeugen der Bundespolizei und gliedert sich in zwei wesentliche Bereiche:
1. Spezialfachliche Ausbildung von Nachwuchskräften für den Einsatz an Bord von Seefahrzeugen in allen Funktionsebenen
2. Fortbildung von ausgebildeten Einsatzkräften zur Aufrechterhaltung oder Erweiterung bestehender Qualifikationen

Im Rahmen der Zusammenarbeit mit anderen Behörden und Organisationen mit maritimen Aufgaben werden Teile des Fortbildungsangebots auch anderen Bundes- und Landesbehörden zur Teilnahme angeboten.
Behörden mit Zugang zur Informationsplattform Extrapol können dort das aktuelle Lehrgangsangebot abrufen.
Eine Kooperation mit europäischen Küstenwachen erfolgt bilateral.